# Cucullia formosa
Cucullia formosa is een vlinder uit de familie uilen (Noctuidae). De wetenschappelijke naam is voor het eerst geldig gepubliceerd in 1860 door Rogenhofer.
De soort komt voor in Europa.